# پایایی بین‌ارزیاب
در آمار، پایایی بین ارزیاب (به انگلیسی: Inter-rater reliability) (که همچنین با نام‌های مشابه مختلف مانند توافق بین‌ارزیاب، تطابق بین‌ارزیاب، پایایی بین‌ناظر، پایایی بین‌رمزگذار و غیره نیز خوانده می‌شود) میزان توافق بین ناظران مستقل برای نرخ، کد، یا ارزیابی همان پدیده است.
ابزارهای ارزیابی که بر رتبه‌بندی‌ها تکیه می‌کنند باید پایایی بین‌ارزیاب خوبی از خود نشان دهند، در غیر این صورت آزمون‌های معتبری نیستند.
تعدادی آمار وجود دارد که می‌توان از آنها برای تعیین پایایی بین‌ارزیاب‌ها استفاده کرد. آمارهای مختلف برای انواع مختلف اندازه‌گیری مناسب است. برخی از گزینه‌ها احتمال توافق مشترک هستند، مانند کاپا کوهن، پی اسکات و کاپا فلیس؛ یا همبستگی بین‌ارزیاب، ضریب همبستگی تطابق، همبستگی درون‌رسته‌ای و آلفای کریپندورف.